# Bijen

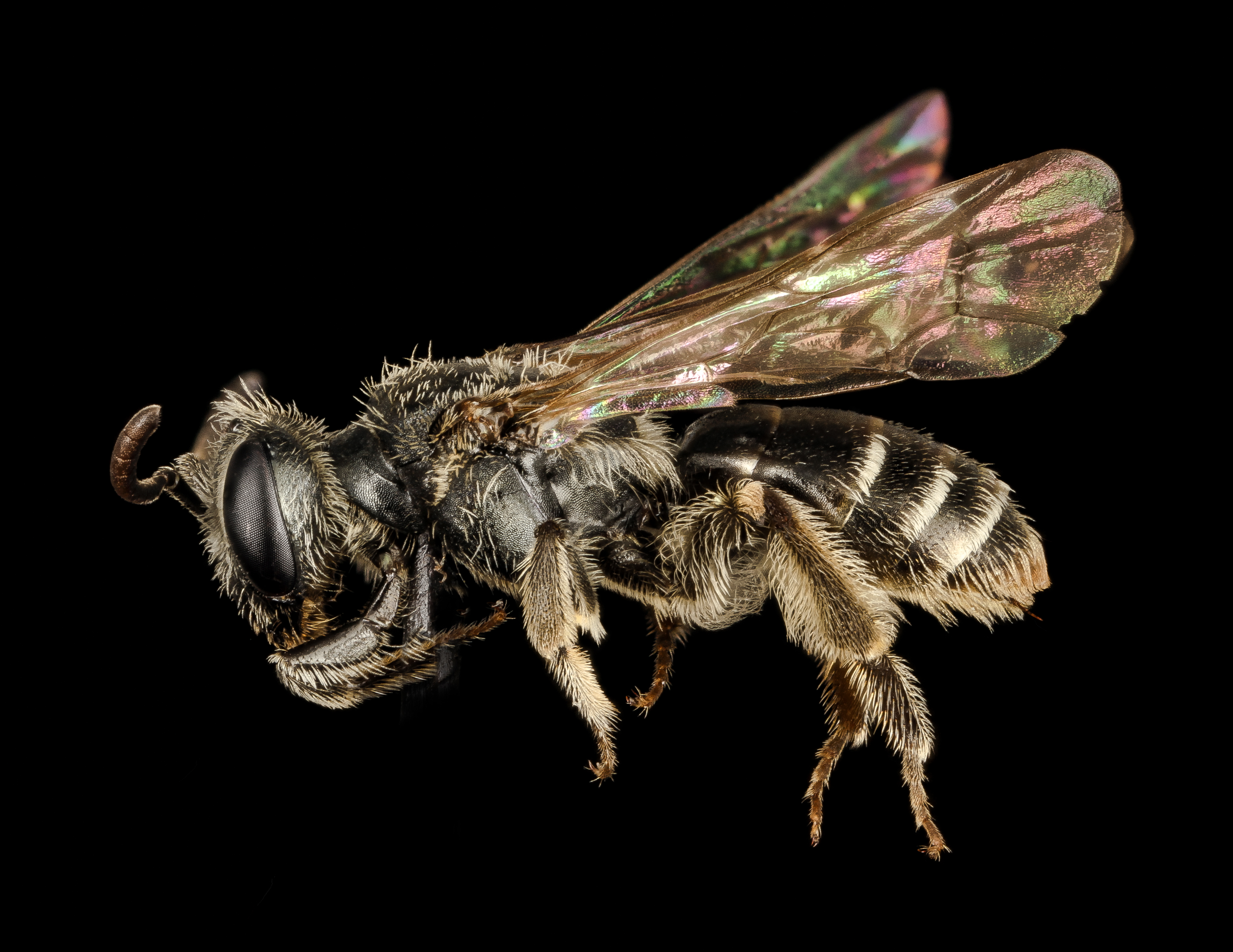
Andrena personata, uit een collectie.

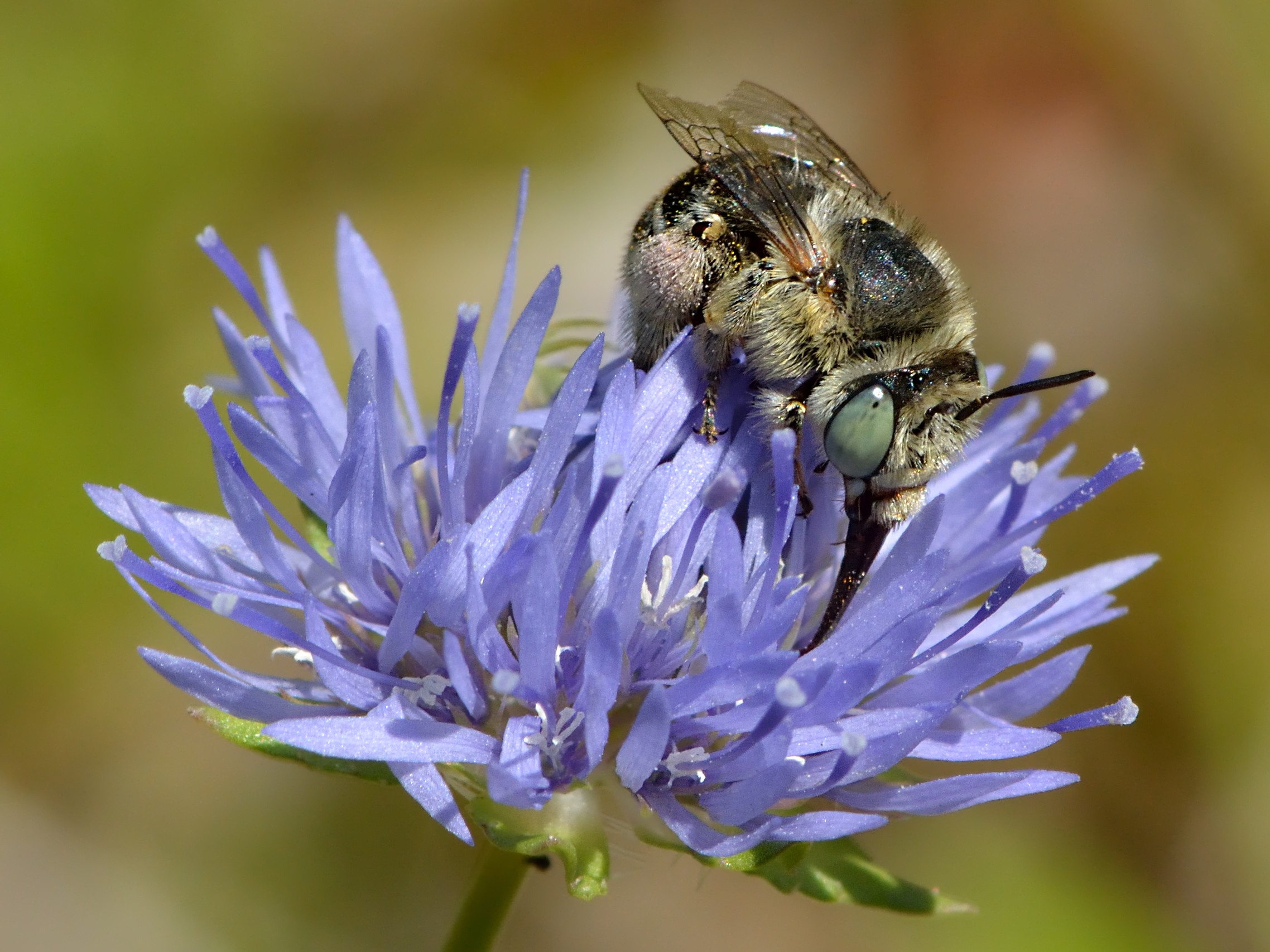
Kleine sachembij (Anthophora bimaculata) op zandblauwtje.

Bijen (Anthophila) zijn een groep van insecten die behoren tot de orde van de vliesvleugeligen (Hymenoptera). Bijen zijn vooral bekend om de honing die de honingbij maakt. Bijen verschillen van de meeste andere (vleesetende) vliesvleugeligen door het dieet van nectar en stuifmeel. Ook de larven leven hiervan. Biologisch gezien vormen de bijen echter géén aparte groep. Alle soorten bijen behoren tot de superfamilie Apoidea, waartoe ook alle graafwespen behoren.
Slechts enkele bijensoorten leven in volken maar er zijn vele soorten solitaire bijen. Tegenwoordig zijn er circa 20.000 bijensoorten beschreven, hoewel het eigenlijke aantal waarschijnlijk hoger ligt. Bijen komen voor op ieder continent, met uitzondering van Antarctica, in alle ecosystemen waarin tweezaadlobbige planten groeien. Men onderscheidt onder andere eusociale bijen en solitaire bijen. Hommels behoren ook tot de bijen, ze kunnen beschouwd worden als bijen met een langere beharing, waardoor ze in koelere streken kunnen overleven.
Bijen behoren tot de Anthophila, een groep die geen rang heeft en onder de rang van superfamilie geplaatst is. Anthophila betekent 'bloemenliefhebber'. Een verouderde naam is Apiformes, dat 'bijachtigen' betekent.
Door imkers worden honingbijen gehouden (apicultuur) voor de productie van honing en in de fruitteelt voor de bevruchting van bloesem.

## Voeding
Bijen leven van nectar, van het stuifmeel van bloemen en van andere zoete afscheidingen zoals honingdauw. De honing is de overwinteringsvoeding voor de honingbijen. De larven worden grootgebracht met voedersappen. Voedersappen worden door voedsterbijen geproduceerd en zijn een mengsel van eiwitrijke lichaamseigen afscheidingen van de voedersapklieren, nectar en stuifmeel.
Honing is voor de bijen hun wintervoorraad. Imkers nemen deze (deels) weg en geven de bijen daarvoor suikerwater als voedsel.

## Warmte als verdedigingsmiddel
Honingbijen kunnen hun borststuk of middensegment warmte laten uitstralen door de vliegspieren heel snel te laten trillen. Wanneer twaalf of meer bijen dit tegelijk doen, verhoogt dit de omgevingstemperatuur significant. Honingbijen gebruiken dit als verdedigingsmiddel tegen onder andere hoornaars. Dat zijn roodogige wespen die tot 4 cm lang kunnen worden. Hoornaars zijn groter en sterker dan een enkele honingbij en kunnen kleinere insecten gemakkelijk met hun krachtige kaken verscheuren. Bij aanhoudende aanvallen door hoornaars zwermen steeds meer bijen samen bij de ingang van hun nest. Zodra dan een hoornaar te dichtbij komt wordt deze door een groep bijen besprongen. De bijen bedekken gezamenlijk de hoornaar en laten hun vliegspieren dan razendsnel trillen om warmte te genereren. Hierdoor stijgt de lichaamstemperatuur van de hoornaar tot het punt dat deze bezwijkt door de hitte. De bijen die in het binnenste van zo'n 'warmteval' om de hoornaar zitten offeren zichzelf daarbij soms op ter bescherming van de kolonie.

## Bijensterfte
Onverklaarde bijensterfte wordt sinds het begin van de eenentwintigste eeuw gezien als een serieuze bedreiging voor het milieu. Daarnaast is een derde van de levensmiddelen die mensen veel consumeren, zoals appels, tomaten, aardbeien en koffie, mede afhankelijk van de bestuiving door bijen.
Men denkt dat de bijensterfte ontstaat door een combinatie van de volgende vier factoren:
- Mijten: besmetting door de varroamijt (acariose) kan ertoe leiden dat een bij sterft.
- Pesticiden: bepaalde bestrijdingsmiddelen die veel worden gebruikt in de landbouw kunnen bijen verzwakken, desoriënteren en bij grote hoeveelheden fataal zijn.
- Eenzijdig voedselaanbod: op het platteland zijn steeds meer grote akkers met dezelfde soorten gewassen. Bij steeds meer gebrek aan biodiversiteit wordt het voor bijen moeilijker om aan gevarieerd voedsel te komen.
- Slecht weer: kou vanwege strenge winter kan leiden tot 40% bijensterfte binnen een kolonie.[2][3]

Het fenomeen heeft verschillende symptomen die bij de stervende bijen te zien waren:
- Het slinkende of bijna gehele verlies van de volwassen bijen, met weinig tot geen dode bijen rondom de bijenkorf.
- Een disproportioneel hoge hoeveelheid jonge bijen.
- Terughoudendheid van de afnemende koloniën om het voedsel van de imker te consumeren.
- De terughoudendheid van de naburige bijen om de kolonie te beroven zodra deze dood is.

De bijen met deze aandoening in de VS zijn meerdere keren positief getest op verschillende ziekteverwekkende stoffen, inclusief virussen. De oorzaak van deze ziekte is tot op heden nog onbekend, maar heeft al geresulteerd in het verlies van 50 tot 90% van de bijenkolonies in de Verenigde Staten
Het blijkt dat sommige bijensoorten, waaronder hommels (Bombus terrestris), aan de hand van elektrostatische lading van bloemen kunnen zien of deze vers zijn, of net bezocht. Het zou daarom ook kunnen dat elektromagnetische velden (EMV) voor mobiele telefonie en dataverkeer van invloed zijn op het oriëntatievermogen van bijen en mede daardoor op eventuele sterfte. Hierover is nog niet veel bekend. Uit een klein steekproefonderzoek door onderzoekers van de Wageningen Universiteit bleek over het algemeen weinig verschil tussen de bijen die aan EMV waren blootgesteld en bijen die dat niet waren. Wel was in de winter de bijensterfte bij de aan EMV blootgestelde volken groter dan de volken die van EMV waren afgeschermd, maar vanwege de kleinschaligheid van het steekproefonderzoek kunnen hier nog geen conclusies aan worden verbonden.
Een voorbeeld van de pesticiden die een deel van de bijensterfte voor haar rekening neemt betreffen de zogeheten neonicotinoïden. Zaden van gewassen worden ondergedompeld in deze pesticiden om de zaden te beschermen tegen insectenvraat. Resten van de neonicotinoïden komen echter in de grond en in het grondwater, en niet alleen insecten die een gevaar vormen voor de gewassen worden erdoor gedood, maar ook vlinders en bijen. Ook voor zover deze pesticiden niet direct dodelijk zijn hopen deze zich op in de organismen die ze direct of indirect binnenkrijgen, omdat neonicotinoïden zich onomkeerbaar hechten aan receptoren en daardoor nog lange tijd op schadelijke wijze doorwerken in de natuur. "Langdurige, onomkeerbare blootstelling aan dit type landbouwgiffen bleek het zenuwstelsel van bijen, hommels en vlinders aan te tasten. Ze gaan er niet meteen aan dood, maar raken op den duur de weg terug naar de korf kwijt. En zo zijn ze kwetsbaarder voor andere bedreigingen, zoals de varroamijt", aldus toxicoloog Henk Tennekes. In zijn boek A disaster in the making (2010) laat Tennekes ook aan de hand van statistieken zien hoe diverse vogelsoorten die voor hun voedsel van bijen afhankelijk zijn in Nederland aan het verdwijnen zijn. Vanaf 2013 is het gebruik van neonicotinoïden in de landbouw gedeeltelijk verboden in de Europese Unie, en sinds 2018 is er een compleet verbod in de EU op drie pesticiden die deze stoffen bevatten.

## Ecologische betekenis

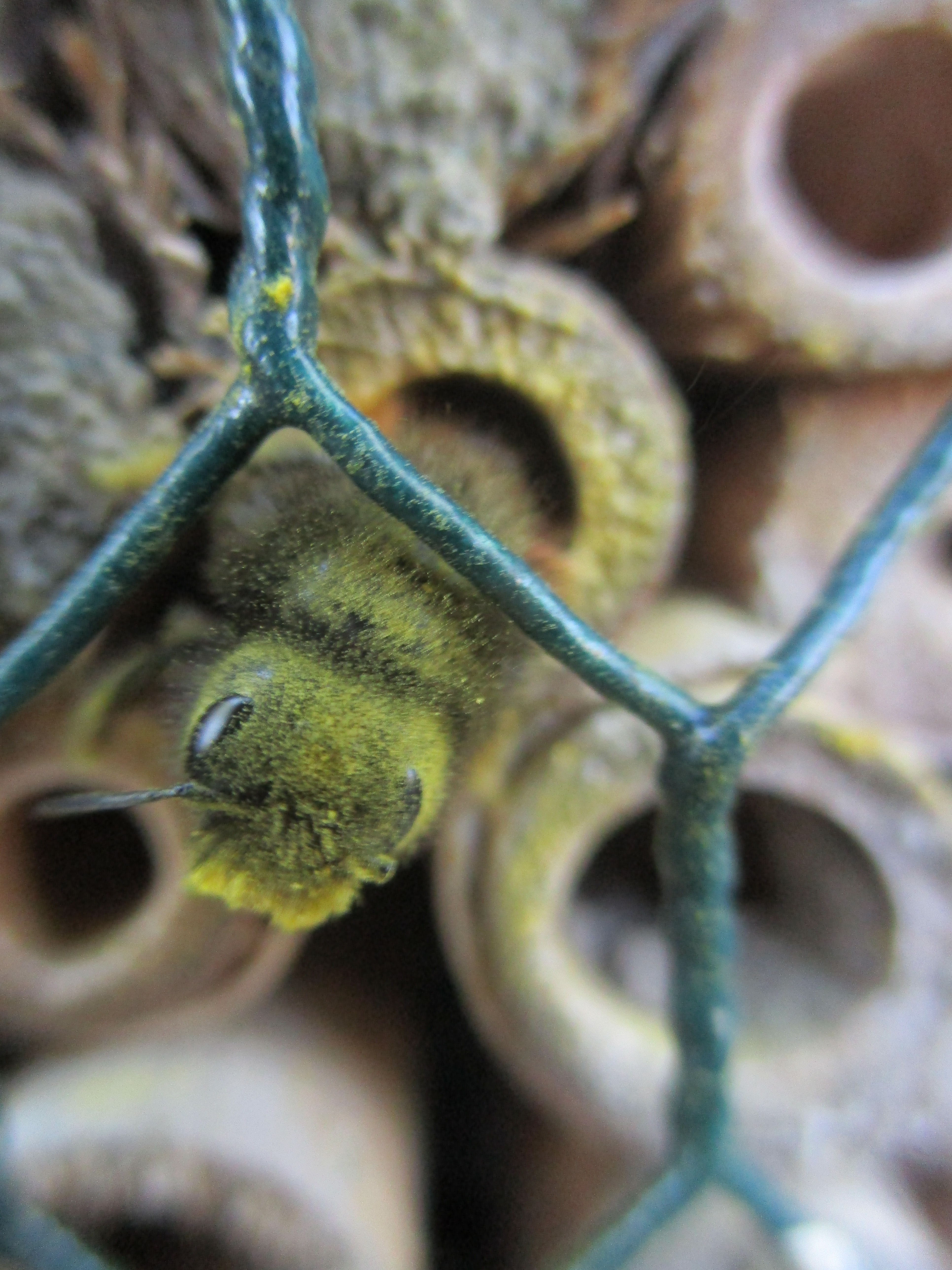
Bij die vol hangt met pollen

Bijen zijn belangrijk voor de bestuiving van vele planten en bloesems en hebben daarom indirect een rol van ongeveer dertig procent in de keten van al het menselijk voedsel. In Australië en Nieuw-Zeeland wordt de rol bij de bestuiving overgenomen door andere dieren zoals vogels, vliegen of vleermuizen.

## Educatie
Imkers verzorgen soms lessen over de bij op basisscholen in Nederland. Dit heeft sinds de massale bijensterfte meer aandacht gekregen.
Het praten over 'bloemetjes en bijtjes' kan daarbij equivalent zijn voor de seksuele voorlichting.

## Taxonomie
De volgende families zijn ingedeeld bij de bijen:
- Familie Apidae (Langtongbijen) Latreille, 1802
- Familie Andrenidae (Zandbijen)
- Familie Colletidae (Korttongbijen) Lepeletier, 1841
- Familie Halictidae (Groefbijen) Thomson, 1869
- Familie Megachilidae (Buikschuierbijen) Latreille, 1802
- Familie Melittidae (Dikpootbijen) Michener, 2000
- Familie Stenotritidae Michener, 2000, soortarme familie (circa 20 soorten) die uitsluitend in Australië voorkomen.

## Voorkomen in Nederland
Ten opzichte van andere Europese landen is in Nederland de bijensterfte het grootst.